# Igreja Evangélica Livre do Brasil
A Igreja Evangélica Livre do Brasil é uma associação cristã evangélica não denominacional de Igrejas no Brasil e membro da International Federation of Free Evangelical Churches.

## História
Em 23 de abril de 1937, o Pastor Traugott Salzmann, da Suíça, veio ajudar no trabalho missionário, a convite de um missionário alemão, junto a um grupo de imigrantes de fala alemã. Realizavam reuniões nos lares dos irmãos, e nos fins de semana aconteciam cultos alternadamente em Santo André e em São Paulo; também igrejas cediam seus espaços para os cultos e durante a semana havia grupos familiares. Na casa da família de Johann Rempel, é oficialmente fundada a primeira Igreja Evangélica Livre no Brasil, em 16 de agosto de 1959, com 20 membros fundadores.
Mais de 70 missionários da Igreja Evangélica Livre da Alemanha, através da Allianz-Mission vieram ao Brasil, ajudando a plantar e desenvolver novas igrejas. Também missionários da IEL dos Estados Unidos e uma família do Japão colaboraram no crescimento das igrejas e obras sociais. Outras igrejas independentes se associaram à IEL, formando a Convenção das Igrejas Evangélicas Livres no Brasil.
Atualmente, a CIELB tem igrejas nos estados do Sul, São Paulo, Minas Gerais, Rio de Janeiro, Pernambuco, Sergipe e Mato Grosso do Sul. Em Blumenau, a igreja mantém o Seminário Teológico nas Igrejas Evangélica Livres – SETIEL, estabelecido em 1998. A Associação Missionária Evangélica Livre – AMEL, foi instituída em 2001, adotando o modelo alemão de uma associação missionária independente, com autonomia e trânsito em outras denominações, sem guardar uma exclusividade com a denominação Evangélica Livre. A AMEL tem projetos missionários em funcionamento no Amapá, Lisboa, Madagáscar e Moçambique. A IEL também fundou a Editora Esperança.

## Crenças
Afirmam-se "Livre":
- de quaisquer ligações ao Estado;
- de quaisquer ligações a organizações seculares ou eclesiásticas;
- no sentido de autonomia e de expressão de cada igreja;
- da condenação eterna por meio da fé em Jesus Cristo;
- da uniformidade.

## Ligações Externas
- Portal Evangélica Livre
- Associação Missionária Evangélica Livre
- Seminário Teológico nas Igrejas Evangélicas Livres
- Editora Esperança
- Igreja Evangélica Livre em Valinhos
- Rádio Evangélica Livre